# Agrotis paramensis
Agrotis paramensis är en fjärilsart som beskrevs av George Francis Hampson 1918. Agrotis paramensis ingår i släktet Agrotis och familjen nattflyn. Inga underarter finns listade i Catalogue of Life.